# Gloire (tàu tuần dương Pháp)
Gloire (tiếng Pháp: vinh quang) là một tàu tuần dương hạng nhẹ của Hải quân Pháp thuộc lớp La Galissonnière bao gồm sáu chiếc được chế tạo trước Chiến tranh Thế giới thứ hai. Trong chiến tranh, nó gia nhập lực lượng Pháp Tự do sau khi Đồng Minh đổ bộ lên Bắc Phi vào tháng 11 năm 1942 và đã tham gia cuộc đổ bộ lên miền Nam nước Pháp vào năm 1944. Sau chiến tranh, nó tham gia nhiều hoạt động ngoài khơi Đông Dương cũng như đảm trách vai trò soái hạm của Hải đội Địa Trung Hải Pháp. Gloire được cho ngừng hoạt động vào năm 1955 và bị tháo dỡ vào năm 1958.

## Thiết kế và chế tạo
Thiết kế của lớp La Galissonnière hình thành dựa trên sự cạnh tranh chạy đua vũ trang giữa Pháp và Ý, đối thủ tiềm năng chủ yếu của họ tại Địa Trung Hải. Với trọng lượng choán nước vào khoảng 7.000-9.000 tấn, dàn pháo chính bao gồm chín khẩu pháo 152 mm (6,0 in)/55 calibre bố trí trên ba tháp pháo ba nòng, vỏ giáp khá tốt và tốc độ tối đa lên đến 31–32 kn (57–59 km/h), lớp La Galissonnière tương đương hay vượt trội hơn ở nhiều khía cạnh so với các thế hệ của lớp tàu tuần dương Condottieri của Hải quân Ý, nhưng chỉ ngang bằng hay kém hơn so với các tàu tuần dương hạng nhẹ của Anh hay Đức đương thời.
Gloire được đặt lườn tại xưởng tàu của hãng Forges et Chantiers de la Gironde vào ngày 13 tháng 11 năm 1933. Nó được hạ thủy vào ngày 28 tháng 9 năm 1935 và đưa ra hoạt động cùng Hải quân Pháp vào ngày 15 tháng 11 năm 1937.

## Lịch sử hoạt động
Sau khi hoàn tất việc chạy thử máy, Gloire đi đến Brest vào ngày 18 tháng 11 năm 1937, rồi lên đường đi sang Đông Dương vào ngày 1 tháng 12 trước khi quay trở lại Brest vào ngày 16 tháng 4 năm 1938. Nó gia nhập Hải đội Tuần dương 4 vào tháng 1 năm 1939, từng viếng thăm Anh Quốc và Hoa Kỳ.
Khi Chiến tranh Thế giới thứ hai nổ ra, trải qua một đợt đại tu từ tháng 10 đến tháng 12 năm 1939, rồi lên đường cùng với thiết giáp hạm Dunkerque vận chuyển đến Canada một phần dự trữ vàng của Ngân hàng Pháp Quốc rồi hộ tống đoàn tàu vận tải chuyển binh lính Canada trong chuyến quay trở về. Sau đó nó được điều về Lực lượng Bắn phá, một hải đội tàu chiến nhanh dưới quyền Đô đốc Marcel-Bruno Gensoul, vốn còn bao gồm các thiết giáp hạm nhanh Dunkerque và Strasbourg, các tàu tuần dương hạng nặng và tàu khu trục lớn, đặt căn cứ tại Brest. Hải đội này tuần tra đảm bảo an toàn cho các đoàn tàu vận tải vượt Đại Tây Dương, và đã truy tìm nhưng không thành công các tàu cướp tàu buôn Đức.
Khi Pháp đầu hàng vào tháng 6 năm 1940, Gloire đang hiện diện tại Algiers, nhưng đã quay trở lại Toulon vào ngày 4 tháng 7, nơi Hải đội Tuần dương 4 tham gia vào Lực lượng Biển khơi mới thành lập vốn trung thành với chính phủ Vichy Pháp. Khi lực lượng Pháp Tự do đạt được những thắng lợi trong việc chiếm quyền kiểm soát Chad và Cameroon, tạo ra thế bao vây chính trị; Chính phủ Vichy thỏa thuận với Ủy ban Đình chiến Đức gửi Hải đội Tuần dương 4 cùng ba tàu khu trục lớn như là Lực lượng Y đến Libreville để đối phó. Ngày 9 tháng 9 năm 1940, Gloire rời Toulon cùng các tàu chị em Montcalm và George Leygues, băng ngang qua Gibraltar dưới quyền kiểm soát của Anh mà không bị truy đuổi. Vì việc này, Tư lệnh lực lượng Anh tại Gibraltar, Đô đốc Sir Dudley North, đã bị cách chức. Hải đội được tiếp nhiên liệu tại Casablanca và tiếp tục hướng đến Dakar, đến nơi vào ngày 14 tháng 9.
Ba chiếc tàu tuần dương rời Dakar vào ngày 18 tháng 9, dự định đi về phía Nam đến Libreville thuộc lãnh thổ Châu Phi Xích đạo thuộc Pháp. Chúng bị lực lượng Anh đánh chặn và phải quay trở lại Dakar, riêng Gloire gặp trục trặc cơ khí nên đi chậm lại, không thể vượt thoát các tàu tuần dương Đồng Minh và bị HMAS Australia và HMS Cumberland ép buộc đi đến Casablanca. Vì vậy, nó đã không hiện diện khi lực lượng Anh tấn công Dakar trong Chiến dịch Menace. Từ tháng 4 đến tháng 7 năm 1941, Gloire được tái trang bị tại Casablanca, và vào ngày 12 tháng 9 năm 1942 đã tham gia chiến dịch giải cứu sau khi chiếc tàu chở binh lính Anh Laconia bị tàu ngầm U-boat Đức U-156 phóng ngư lôi đánh chìm, Gloire đến được hiện trường vào chiều tối ngày 17 tháng 9 năm 
Sau khi phe Đồng Minh đổ bộ lên Bắc Phi vào tháng 11 năm 1942 (Chiến dịch Torch) và việc Đức xâm chiếm vùng tự do của Pháp, Gloire cùng với các tàu chiến Pháp khác gia nhập trở lại phe Đồng Minh. Dưới sự trợ giúp của Hoa Kỳ; Gloire được gửi sang Brooklyn từ tháng 7 đến tháng 11 năm 1943 để tái trang bị, các thiết bị phóng máy bay của nó được tháo dỡ, và được bổ sung vũ khí phòng không mới bắn nhanh tầm ngắn. Sau đó, nó hoạt động từ Dakar cùng các tàu chiến Pháp và Ý khác, săn đuổi các tàu buôn Đức vượt phong tỏa tại vùng Trung và Nam Đại Tây Dương cho đến ngày 16 tháng 1 năm 1944, khi nó di chuyển đến Địa Trung Hải.
Đến tháng 2, Gloire hỗ trợ cho cuộc đổ bộ lực lượng Đồng Minh tại Anzio, bắn phá các vị trí đối phương với 604 quả đạn pháo trong vịnh Gaete, và vận chuyển binh lính đến Ý và Corse. Sau khi được tái trang bị tại Algiers từ ngày 27 tháng 4 đến ngày 17 tháng 6, nó tham gia cuộc đổ bộ lên miền Nam nước Pháp vào tháng 8 năm 1944, đã bắn gần 2.000 quả đạn pháo hỗ trợ lên bờ từ ngày 15 đến ngày 28 tháng 8. Gloire tiếp tục hỗ trợ lực lượng Đồng Minh dọc theo bờ biển Riviera thuộc Pháp và Ý cho đến khi chiến tranh kết thúc, ngoại trừ một chuyến đi đến Hoa Kỳ vào tháng 12 năm 1944.
Sau chiến tranh, Gloire từng được bố trí ba lượt hoạt động đến Đông Dương và là soái hạm của Hải đội Địa Trung Hải Pháp từ năm 1951 đến năm 1952. Cuối cùng nó được đưa về lực lượng dự bị vào ngày 1 tháng 2 năm 1955, và bị bán để tháo dỡ vào ngày 2 tháng 1 năm 1958.